# El Casó (Olius)
El Casó és una masia situada al municipi d'Olius, a la comarca catalana del Solsonès.